# Gamla Epidemisjukhuset, Jönköping

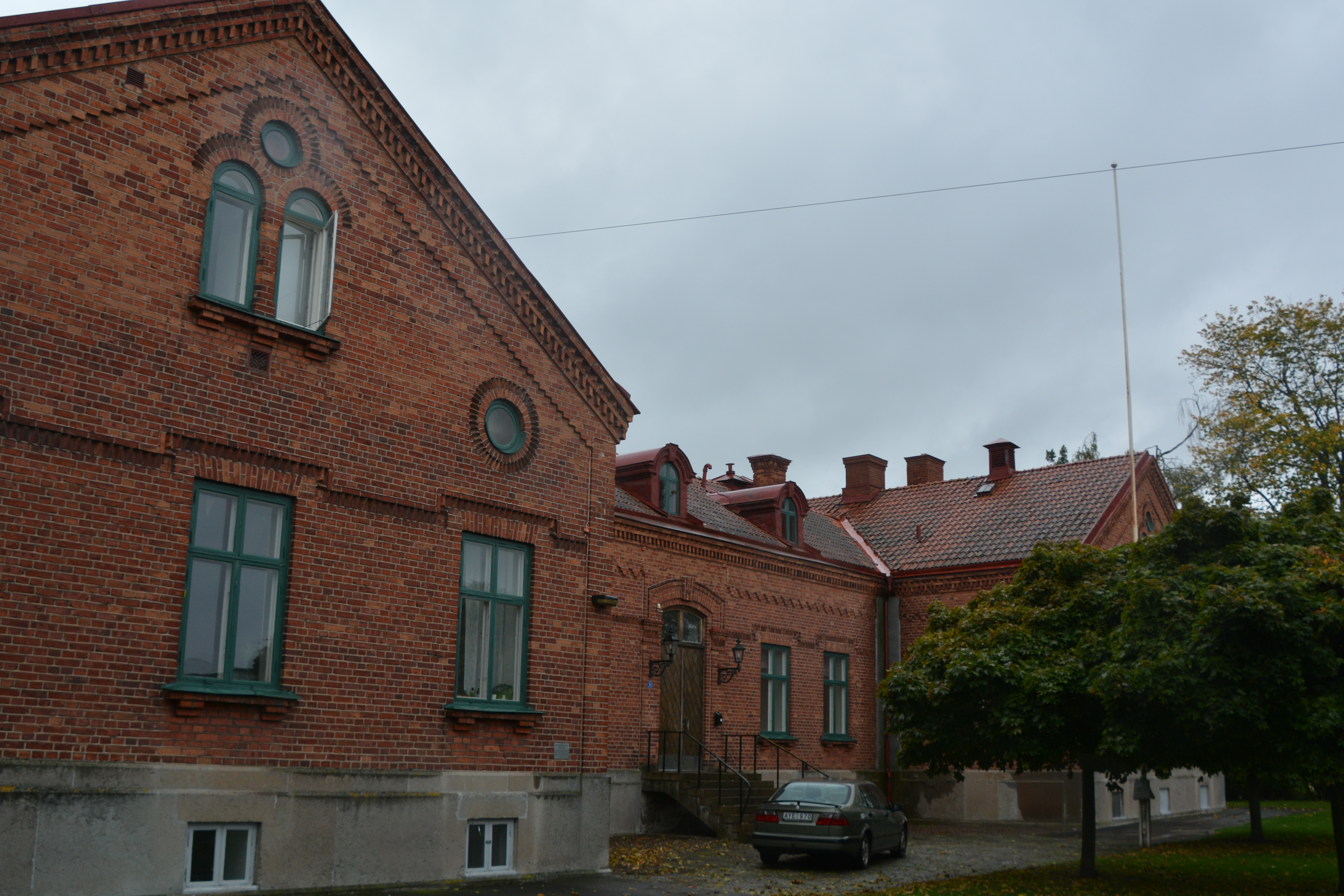
Gamla Epidemisjukhuset

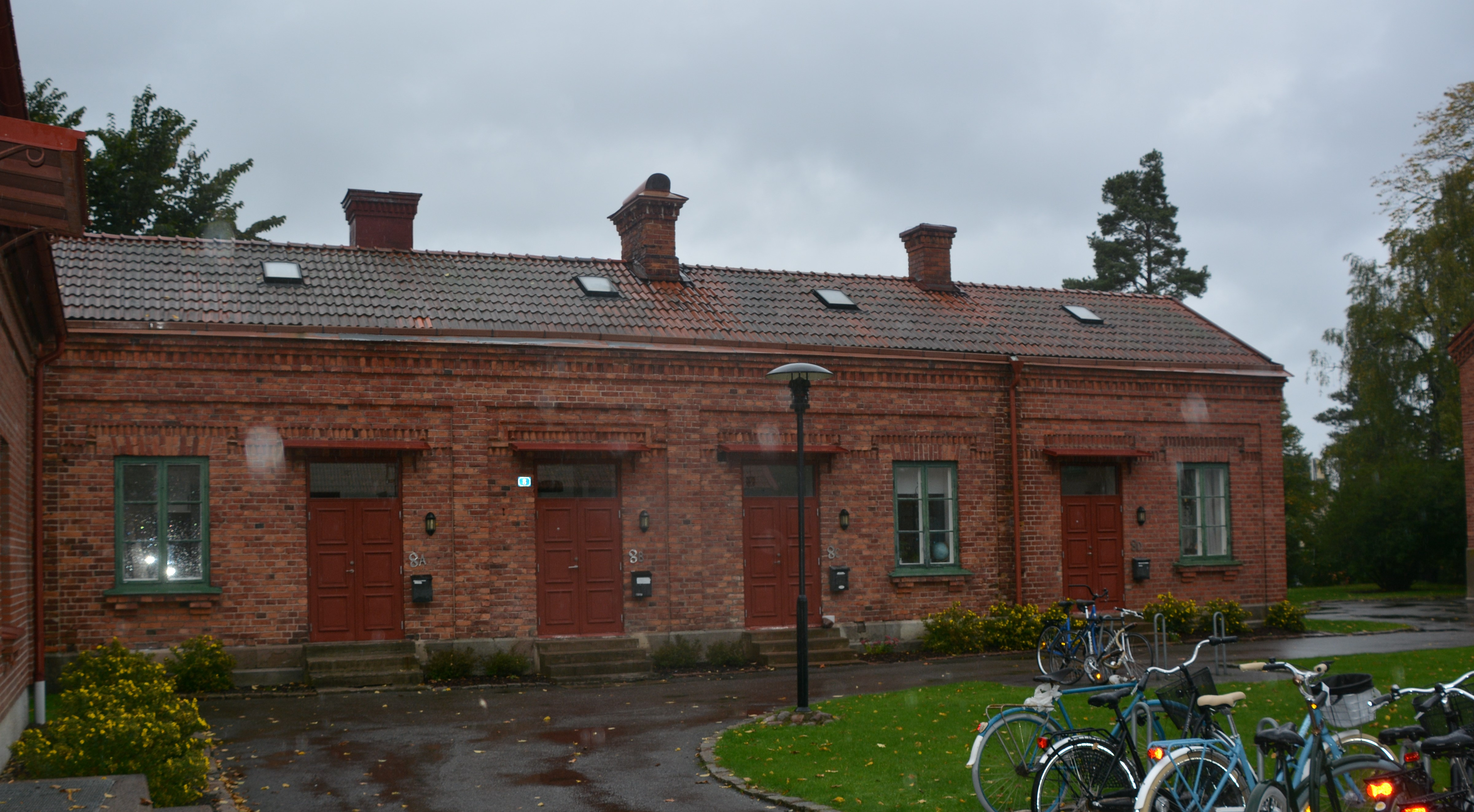
Östra flygellängan till Gamla Epidemisjukhuset

Gamla Epidemisjukhuset är en byggnad i Jönköping.
Byggnaden, med sina längor, och ritad av stadsbyggmästaren Wilhelm Witting (1826–1893), uppfördes 1881–1883 av Jönköpings stad som stadens epidemisjukhus vid Västra Storgatan i det tidigare lasarettsområdets omedelbara närhet. Bakgrunden var att Sundhetskollegium – enligt hälsovårdsstadgan av 1874 och epidemistadgan av 1875 – hade beslutat att sjukhus för isolering av smittsjuka skulle finnas i alla städer. Jönköping hade dock redan tidigare haft ett mindre epidemisjukhus, vilket var inrättat i en på 1880-talet riven byggnad på det tidigare lasarettsområdet.
Efter det att Jönköpings läns landsting byggt ett nytt epidemisjukhus på Rosenlund 1919–1922, utnyttjades byggnaden som Jönköpings småskoleseminarium. Från oktober 1935 blev det Jönköpings stadsbibliotek, flyttat från Kristinagården, och var det fram till 1969, då en ny byggnad för stadsbiblioteket invigdes på Öster. Från 1973 var den en kommunal musikskola.
Byggnaden används idag som bostadshus med studentlägenheter.